# مهمانی خانگی ۳
مهمانی خانگی (به انگلیسی: House Party 3) یک فیلم کمدی آمریکایی محصول سال ۱۹۹۴ با بازی کید پلی، برنی مک، تیشا کمبل و تی‌ال‌سی با معرفی کریس تاکر در نقش جانی بوز است. این سومین قسمت از سری فیلم‌های مهمانی خانگی است. این فیلم قرار بود آخرین فیلم این مجموعه باشد و آن را به عنوان یک سه‌گانه به پایان برساند، اما یک دنباله ویدئویی مستقل، بنام مهمانی خانگی ۴: تا آخرین لحظه در سال ۲۰۰۱ منتشر شد. این اولین فیلم کریس تاکر و همچنین اولین فیلم در این مجموعه است که مارتین لارنس نقش خود را در نقش بلال تکرار نمی‌کند و نامی از او برده نمی‌شود. همچنین در این قسمت سه نفر از اعضای گروه حضور ندارند که در دو فیلم اول نقش قلدرها را بازی کردند.

## گیشه
این فیلم در روز چهارشنبه ۱۲ ژانویه ۱۹۹۴ در ۸۴۸ سینما اکران شد و علیرغم نقدهای ضعیف و انتظارات کم، در آخر هفته با فروش ۴ روزه آخر هفته ۶٫۸۵۰٫۰۱۰ دلار در جایگاه سوم باکس آفیس آمریکا قرار گرفت. فروش در ایالات متحده و کانادا به ۱۹٫۲۸۱٫۲۳۵ دلار رسید.

## پاسخ انتقادی
این فیلم نقدهای ضعیفی داشت. در راتن تومیتوز بر اساس نظرات ۱۰ منتقد به فیلم ۰٪ امتیاز می‌دهد.